# Remigia diplocyma
Remigia diplocyma är en fjärilsart som beskrevs av George Francis Hampson 1913. Remigia diplocyma ingår i släktet Remigia och familjen nattflyn. Inga underarter finns listade.